# Henri Desgrange
Henri Desgrange (París, 31 de gener de 1865 - Beauvallon, 16 d'agost de 1940) va ser un ciclista, dirigent esportiu i periodista francès.

## Biografia
Abans de fer-se ciclista i periodista comença treballant com a ajudant de notari a l'estudi Depeux-Dumesnil, però renuncia a l'advocacia i acaba dedicant-se a l'esport.
Desgrange va ser el primer ciclista a establir el rècord de l'hora homologat, al velòdrom Buffalo de París, en córrer 35 km i 325m l'11 de maig de 1893. A més a més, fou el posseïdor de diverses desenes de rècords mundials, sempre sobre pista, entre ells els de 50 i 100 km. També fou campió de tricicle el 1893.
Mentre és periodista, es converteix en director del Parc dels Prínceps, el 1897, i després de l'Auto velòdrom d'Hivern a París, el desembre 1903.
Durant aquest període, publica igualment llibres: El cap i les cames (1894), Alphonse Marcaux (1899).
El 1915 pren part com a soldat ras a la Primera Guerra Mundial.
Durant els darrers anys de la seva vida continua practicant el cicloturisme i el cross-country.

## Creació del diaril'Auto
El 1900 es converteix en director i redactor en cap d'un nou diari, el diari esportiu L'Autobici, rebatejat L'Auto el 1903. Col·labora també en revistes: La bicyclette, Paris-vélo, Le journal des sports.
La promoció del Tour de França va suposar un gran èxit pel diari. La tirada va pujar de 25.000 a 65.000 exemplars després del Tour. El 1908 la cursa va fer pujar la tirada a més d'un quart de milió d'exemplars, i durant el Tour de 1923 va vendre mig milió de còpies al dia. La tirada rècord assolida per Desgrange va ser de 854.000, durant el Tour de 1933.

## Creació del Tour de França
El 1903 creà una prova ciclista inèdita fins al moment, el Tour de França, en resposta a una idea del periodista Géo Lefèvre. Serà el màxim responsable del Tour fins al 1936, quan deixarà la direcció de la cursa en mans de Jacques Goddet.
Un monument a la memòria d'Henri Desgrange fou erigit al coll del Galibier. El premi Henri-Desgrange recompensa cada any al ciclista que passa en primera posició per aquest colós dels Alps.